# Sumpskogsflugor
Sumpskogsflugor (Diastatidae) är en familj av tvåvingar. Sumpskogsflugor ingår i ordningen tvåvingar, klassen egentliga insekter, fylumet leddjur och riket djur. Enligt Catalogue of Life omfattar familjen Diastatidae 48 arter. 
Kladogram enligt Catalogue of Life och Dyntaxa:
| sumpskogsflugor | \| \| Campichoeta \| \| \| \| \| \| Diastata \| \| \| \| \| \| Euthychaeta \| \| \| \| |
|                 | \| \| Campichoeta \| \| \| \| \| \| Diastata \| \| \| \| \| \| Euthychaeta \| \| \| \| |
|                 | Campichoeta                                                                            |
|                 |                                                                                        |
|                 | Diastata                                                                               |
|                 |                                                                                        |
|                 | Euthychaeta                                                                            |
|                 |                                                                                        |

## Bildgalleri

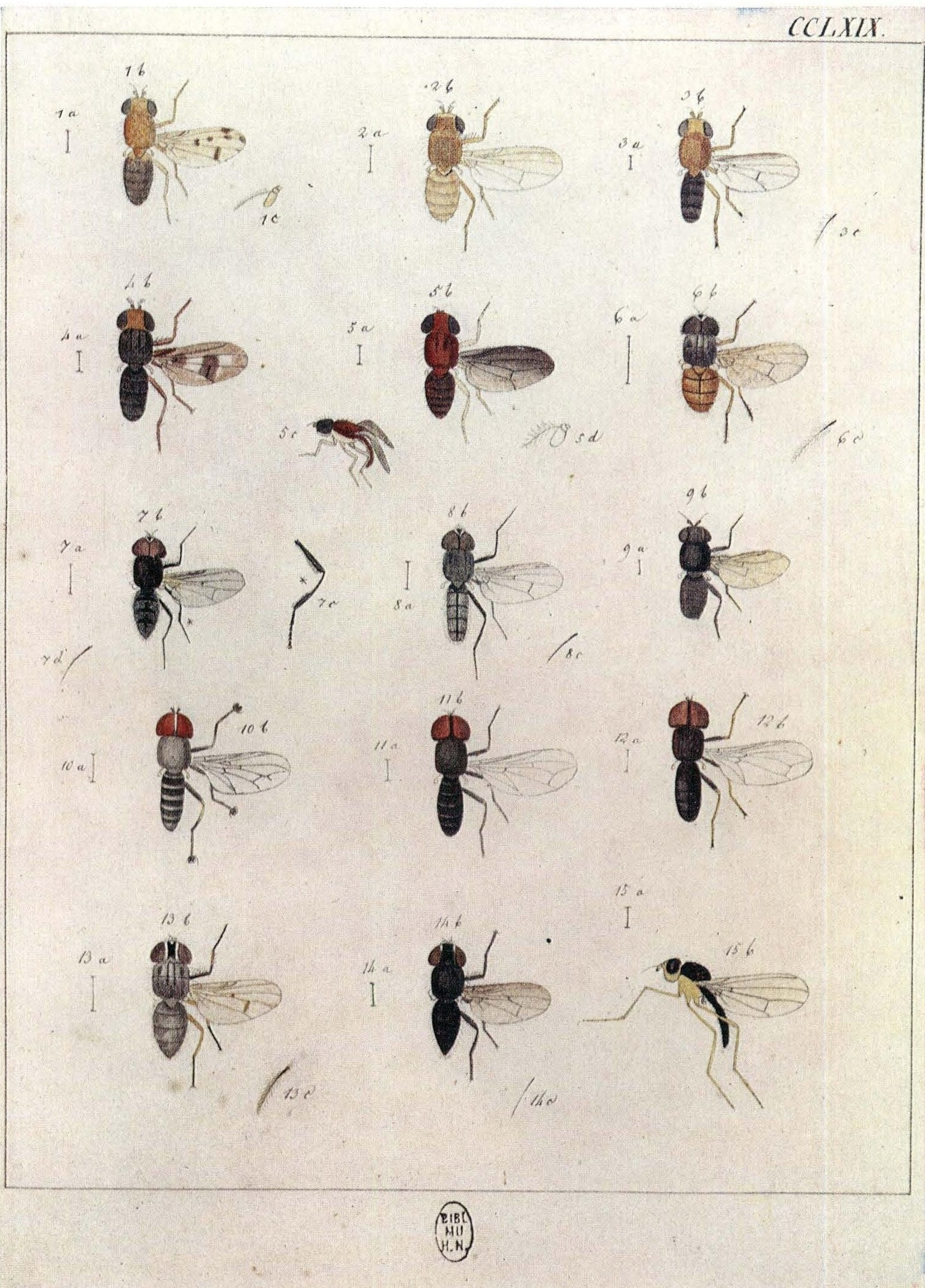
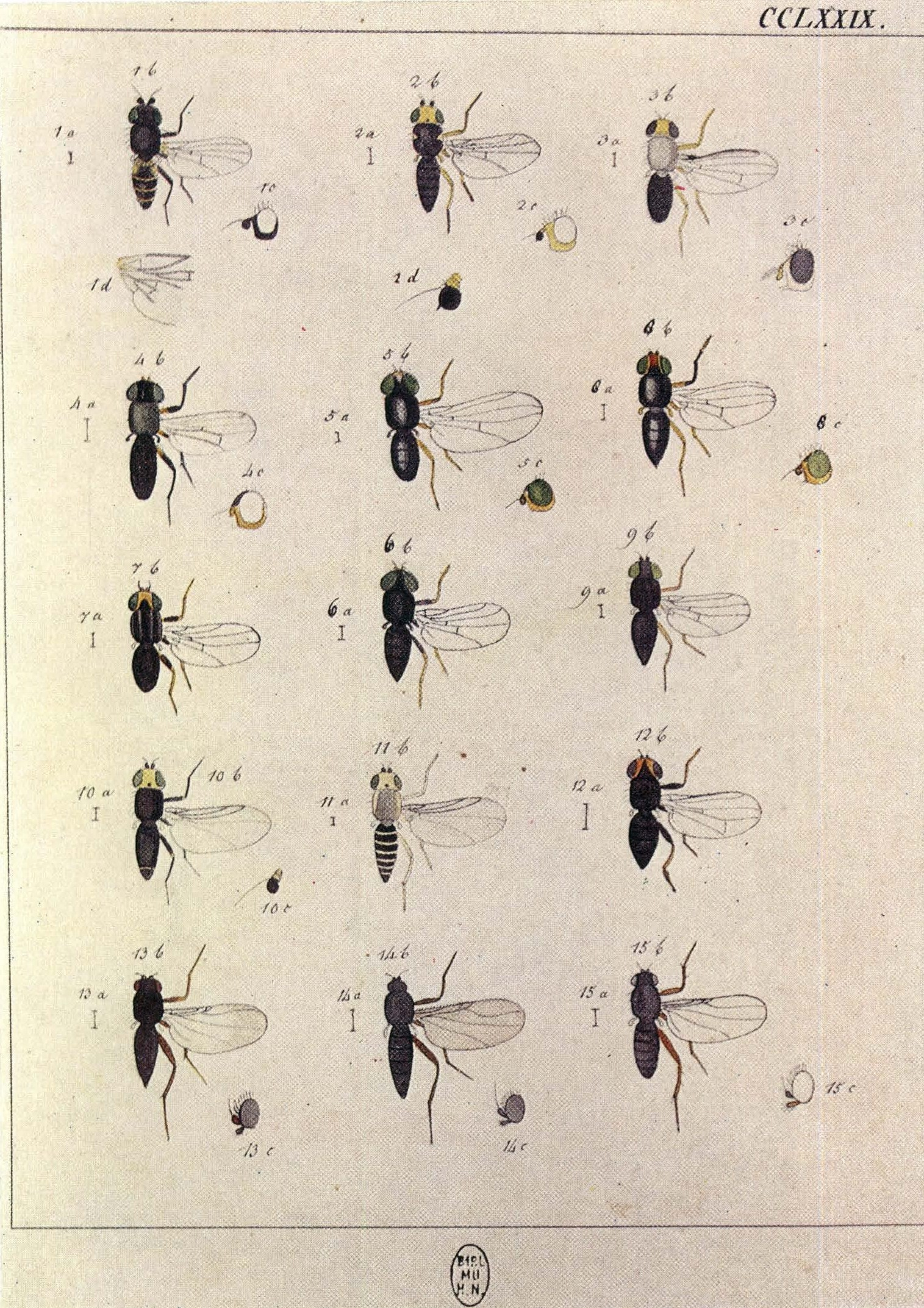
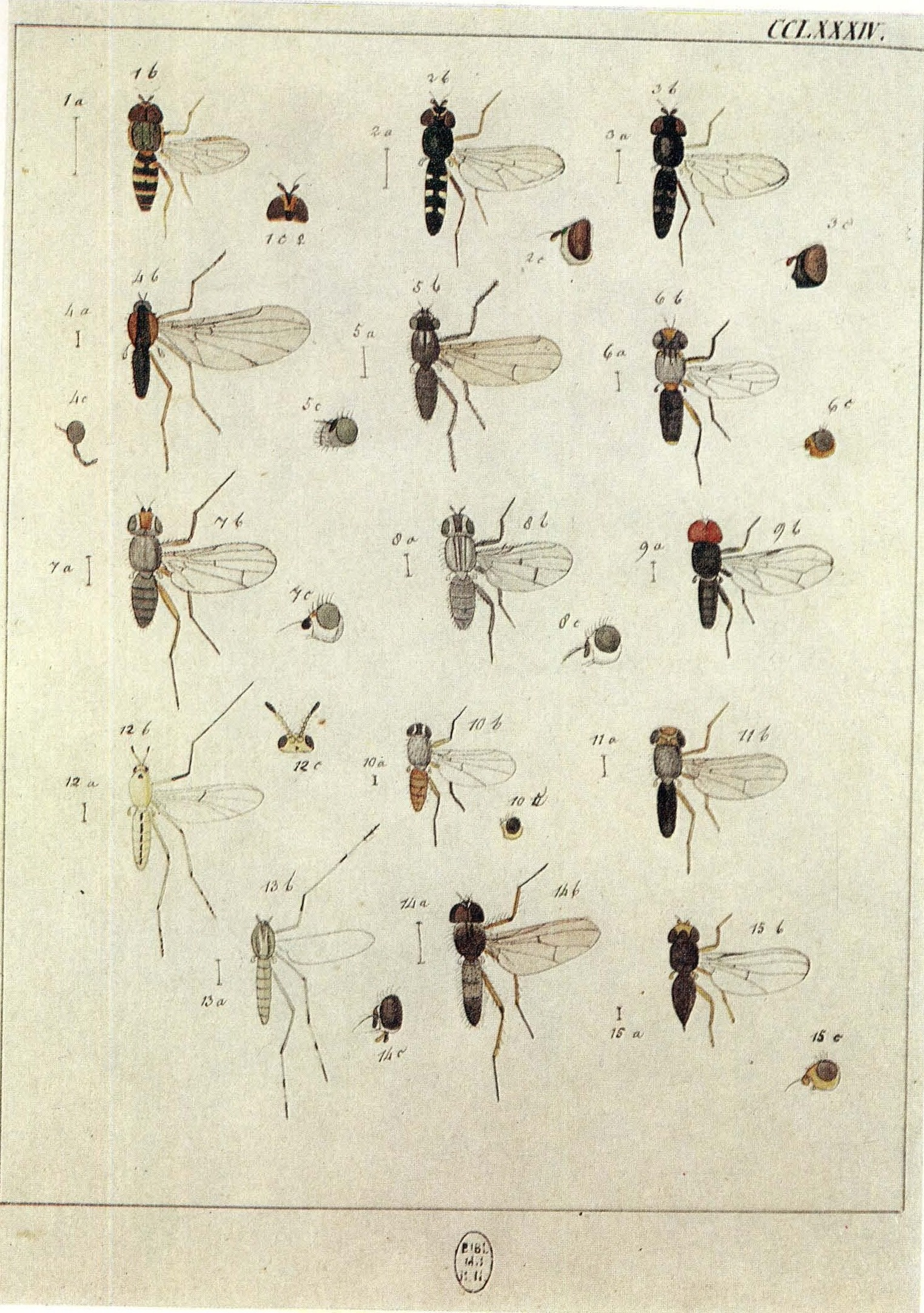